# Сочевицеподібне ядро
Сочевицеподібне ядро  (лат. Nucleus lentiformis) — парне ядро, яке належить до базальних гангліїв і складається з лушпини і блідої кулі. Це відносно велика лінзоподібна маса сірої речовини латеральніше внутрішньої капсули.

## Структура
На горизонтальному розтині, деякою мірою, форма ядра дещо нагадує двоопуклу лінзу, а на корональному розтині його центральної частини, контур виглядає трикутним.
Сочевицеподібне ядро коротше, ніж хвостате ядро і не виступає так далеко вперед.

### Межі
Сочевицеподібне ядро знаходиться латеральніше хвостатого ядра і таламуса, і його видно тільки в розтинах півкулі мозку.
Латеральніше самого ядра знаходиться пластинка білої речовини, що називається зовнішньою капсулою (лат. capsula externa), за нею ще латеральніше — тонкий шар сірої речовини, що називається  огорожа (лат. claustrum).
Передній кінець ``сочевицеподібного ядра`` переходить без розриву в нижню частину голівки хвостатого ядра і прилягає до передньої продірявленої речовини (лат. substantia perforata interpeduncularis anterior).

### Компоненти
На вінцевому (корональному) розтині через середину ядра проходять дві медулярні пластинки, що поділяють його візуально на три частини.
Латеральна більша частина має червонуватий колір, і відома як лушпина, в той час, як медіальна і проміжна мають жовтуватий відтінок, і разом складають бліду кулю; всі три частини відрізняються тонкими радіальними волокнами, які найменш виражені в лушпині. 

## Сучасні погляди
Довгий час бліду кулю однозначно пов'язували з лушпиною. Проте, деякі сучасні дослідники вважають, що вони є структурами неоднорідної анатомічної сутності, й лушпина є частиною стріатума, а не палідума.  Зв'язок з pars reticulata чорної субстанції було підкреслено ще в ранніх дослідженнях через схожість в дендритних розгалуженнях (через що вони іноді й називаються палідонігральною системою), але, попри переконливі докази, це твердження залишається спірним.

## Додаткові зображення

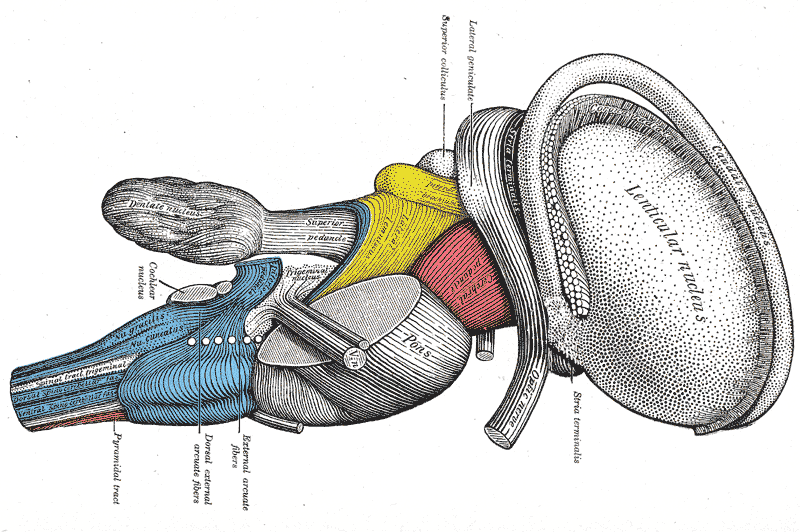
Препарат стовбура головного мозку. Боковий вигляд.
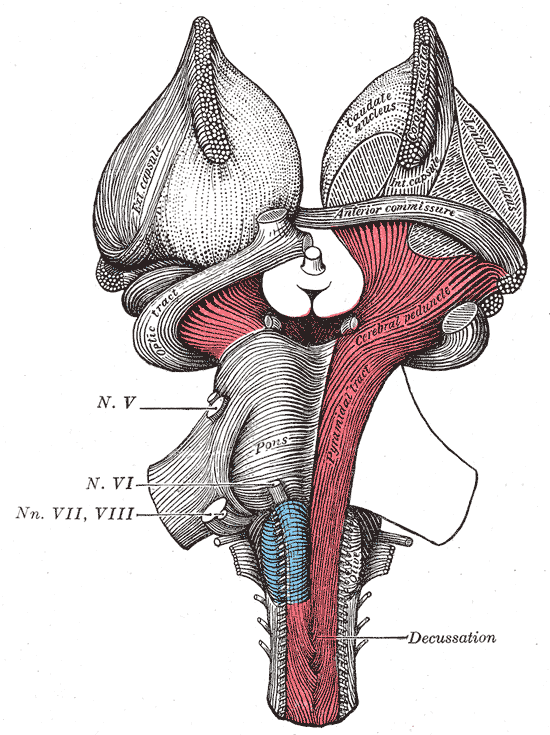
Поверхневий розтин стовбура головного мозку. Вентральний вигляд.
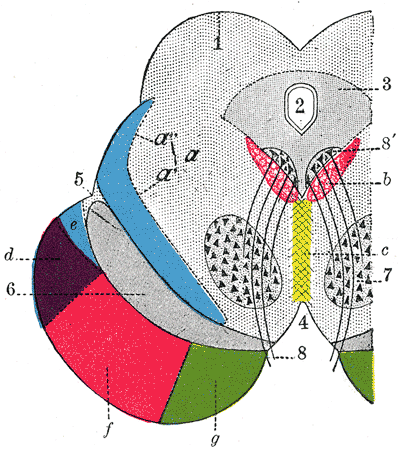
Поперечний переріз середнього мозку.
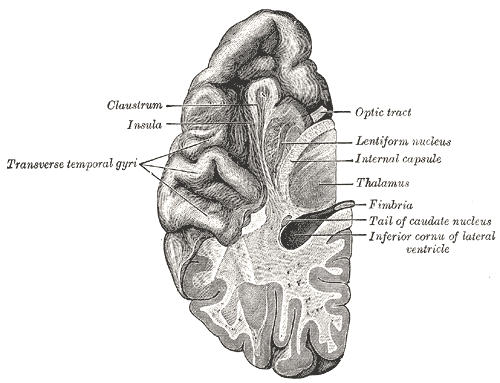
Зріз мозку, що показує верхню поверхню скроневої частки.
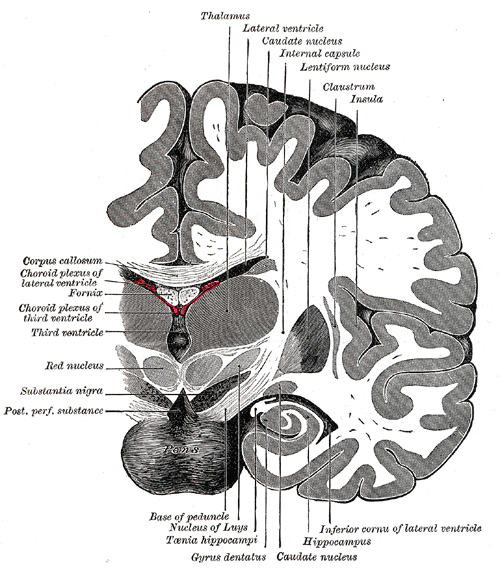
Вінцевий зріз мозку, безпосередньо перед мостом.
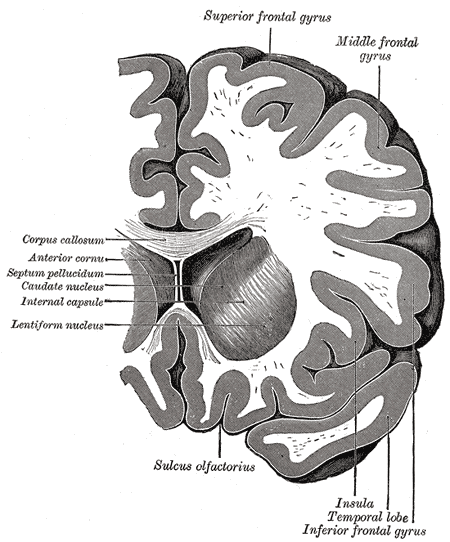
Вінцевий зріз через передні роги бічних шлуночків.
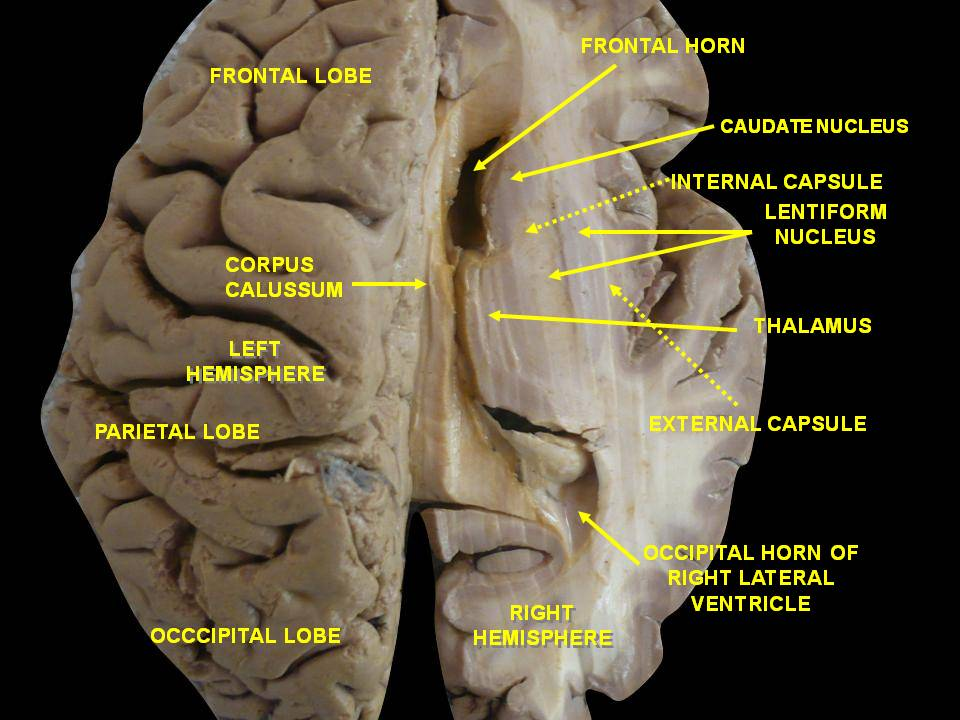
Шлуночки мозку та базальні ганглії. Вигляд глибокого горизонтального розрізу згори.
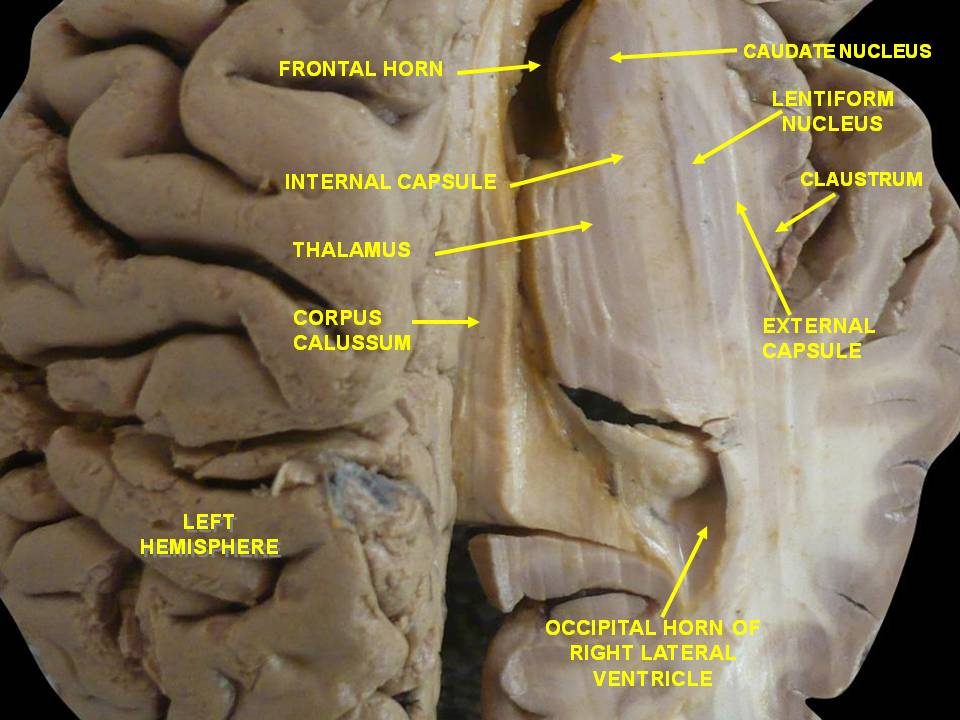
Шлуночки мозку та базальні ганглії. Вигляд глибокого горизонтального розрізу згори.